# Григорьев, Борис Алексеевич
Бори́с Алексе́евич Григо́рьев (26 октября 1935, Иркутск — 8 августа 2012, Москва) — советский и российский киноактёр, кинорежиссёр и педагог. Заслуженный деятель искусств Российской Федерации (2000).

## Биография
Борис Григорьев родился 26 октября 1935 года в Иркутске. В 1952—1958 годах учился на строительном факультете Уральского политехнического института С. М. Кирова в Свердловске. В 1965 году окончил режиссёрский факультет ВГИКа (мастерская С. А. Герасимова и Т. Ф. Макаровой).
С 1964 года работал режиссёром-постановщиком на киностудии имени М. Горького. Преподавал на режиссёрском факультете ВИППК (Всероссийский институт переподготовки и повышения квалификации работников кинематографии).
С 2006 года вёл мастерскую (совместно с Юрием Карой) на факультете кино и телевидения Московской академии образования Натальи Нестеровой.
Снял 17 кинокартин. Среди наиболее известных режиссёрских работ Бориса Григорьева — фильмы «Первый снег» (1964), «Пароль не нужен» (1967), «Петровка, 38» (1980), «Огарёва, 6» (1980), «Приступить к ликвидации» (1983), «Бес в ребро» (1990). Много снимался как актёр, в том числе и в некоторых своих фильмах.
Умер 8 августа 2012 года в Москве в Институте скорой помощи имени Склифосовского. Похоронен рядом с матерью на Городском кладбище № 1 (Старом) в Тарусе (Калужская область).

### Семья
- Жена — Дина Анатольевна Григорьева (род. 1940), диктор высшей категории, заслуженная артистка РСФСР.
- Дочь — Арина Борисовна Григорьева (1966—2001).
- Дочь — Евгения Борисовна Григорьева (сценич. превдоним Елена Саввична Морозова; род. 1973), советская и российская актриса.

## Награды
- Орден «Знак Почёта» (1981).
- Почётное звание «Заслуженный деятель искусств Российской Федерации» (2000) — за заслуги в области искусства.[3]

## Фильмография

### Актёр
1. 1969 — Мой папа — капитан — Борис Войтецкий, метеоролог
2. 1969 — Старый дом — обвиняемый в поджоге
3. 1973 — Юнга Северного флота — капитан третьего ранга Фокин
4. 1976 — Поле перейти — Пётр Иванович, учитель
5. 1976 — Так начиналась легенда — Сергунь Дронов, немецкий староста
6. 1980 — Петровка, 38 — хирург
7. 1980 — Серебряные озёра — Николай Сергеевич, отец Славы
8. 1985 — Корабль пришельцев — эпизод
9. 1986 — Наградить (посмертно) — старый солдат на пароходе
10. 2003 — Тайный знак-2. Возвращение хозяина — эпизод
11. 2004 — Тайный знак-3. Формула счастья — Кац
12. 2007 — Королёв — профессор

### Режиссёр
1. 1964 — Первый снег
2. 1967 — Пароль не нужен
3. 1971 — Держись за облака (СССР, Венгрия)
4. 1972 — Мраморный дом
5. 1974 — Георгий Седов
6. 1976 — Так начиналась легенда
7. 1978 — Кузнечик
8. 1980 — Петровка, 38
9. 1980 — Огарёва, 6
10. 1983 — Приступить к ликвидации
11. 1986 — Наградить (посмертно)
12. 1988 — Пусть я умру, Господи
13. 1990 — Бес в ребро
14. 1992 — Исповедь содержанки (Россия, Нидерланды)
15. 2004 — Тайный знак-3. Формула счастья